# Mats Larsson
Arne Larsson, właśc. Ål Mats Arne Larsson (ur. 20 marca 1980 w Järnie) – szwedzki biegacz narciarski, brązowy medalista olimpijski w sztafecie, wicemistrz świata w sprincie.

## Kariera
Na igrzyskach olimpijskich w Turynie wywalczył wraz z Johanem Olssonem, Andersem Södergrenem i Mathiasem Fredrikssonem brązowy medal w sztafecie 4 x 10 km. Ponadto zdobył srebrny medal w sprincie techniką klasyczną podczas mistrzostw świata w Sapporo. Najlepsze wyniki w Pucharze Świata osiągnął w sezonie 2006/2007, kiedy to zajął 27. miejsce w klasyfikacji generalnej. Po zakończeniu sezonu 2010/2011 postanowił zakończyć karierę.

## Osiągnięcia

### Igrzyska olimpijskie
| Miejsce | Dzień     | Rok  | Miejscowość | Konkurencja          | Czas biegu | Strata  | Zwycięzca       |
| ------- | --------- | ---- | ----------- | -------------------- | ---------- | ------- | --------------- |
| 19.     | 17 lutego | 2006 | Turyn       | 15 km st. klasycznym | 38:01,3    | +1:50,4 | Andrus Veerpalu |
| 3.      | 19 lutego | 2006 | Turyn       | Sztafeta 4x10 km     | 1:43:45,7  | +16,0   | Włochy          |

### Mistrzostwa świata
| Miejsce | Dzień     | Rok  | Miejscowość | Konkurencja                        | Czas biegu | Strata  | Zwycięzca             |
| ------- | --------- | ---- | ----------- | ---------------------------------- | ---------- | ------- | --------------------- |
| 62.     | 17 lutego | 2005 | Oberstdorf  | 15 km stylem dowolnym              | 34:49,7    | +3:15,4 | Pietro Piller Cottrer |
| 6.      | 22 lutego | 2005 | Oberstdorf  | Sprint stylem klasycznym           | 2:32,1     | -       | Wasilij Roczew        |
| 7.      | 24 lutego | 2005 | Oberstdorf  | Sztafeta 4x10 km                   | 1:39:04,4  | +3:10,3 | Norwegia              |
| 2.      | 22 lutego | 2007 | Sapporo     | Sprint stylem klasycznym           | 3:03,8     | +0,2    | Jens Arne Svartedal   |
| 8.      | 24 lutego | 2007 | Sapporo     | 2x15 km łączony                    | 1:11:35,8  | +3:28,4 | Axel Teichmann        |
| 6.      | 25 lutego | 2009 | Liberec     | Sprint drużynowy stylem klasycznym | 22:48,5    | +4,3    | Norwegia              |

### Mistrzostwa świata juniorów
| Miejsce | Dzień       | Rok  | Miejscowość         | Konkurencja             | Wynik     | Strata  | Zwycięzca       |
| ------- | ----------- | ---- | ------------------- | ----------------------- | --------- | ------- | --------------- |
| 19.     | 7 lutego    | 1999 | Saalfelden          | 30 km stylem dowolnym   | 1:33:18,9 | +2:34,4 | Jussi Ylimäki   |
| 4.      | 25 stycznia | 2000 | Szczyrbskie Jezioro | 10 km stylem dowolnym   | 25:37,8   | +1:04,5 | Ron Spanuth     |
| 2.      | 27 stycznia | 2000 | Szczyrbskie Jezioro | Sztafeta 4x10 km        | 1:46:58,7 | +2:54,6 | Rosja           |
| 10.     | 30 stycznia | 2000 | Szczyrbskie Jezioro | 30 km stylem klasycznym | 1:36:37,5 | +3:52,3 | René Reisshauer |

### Puchar Świata

#### Miejsca w klasyfikacji generalnej
- sezon 2002/2003: 81.
- sezon 2003/2004: 55.
- sezon 2004/2005: 66.
- sezon 2005/2006: 93.
- sezon 2006/2007: 25.
- sezon 2007/2008: 44.
- sezon 2008/2009: 58.
- sezon 2009/2010: 50.
- sezon 2010/2011: 50.

#### Miejsca na podium
| Nr | Dzień     | Rok  | Miejscowość | Konkurencja              | Czas biegu | Pozycja | Strata | Zwycięzca                |
| -- | --------- | ---- | ----------- | ------------------------ | ---------- | ------- | ------ | ------------------------ |
| 1. | 14 marca  | 2007 | Drammen     | Sprint stylem klasycznym | -          | 2.      | -      | Børre Næss               |
| 2. | 21 marca  | 2007 | Sztokholm   | Sprint stylem klasycznym | -          | 3.      | -      | Michaił Diewiatjarow Jr. |
| 3. | 1 grudnia | 2007 | Ruka        | Sprint stylem klasycznym | -          | 3.      | -      | Johan Kjølstad           |